# José Isidoro
Isidoro, właśc. José Isidoro Gómez Torres (ur. 1 sierpnia 1986 w Pedrerze) – hiszpański piłkarz występujący na pozycji obrońcy, były zawodnik norweskiego klubu FK Bodø/Glimt. 
Jest wychowankiem Realu Betis, którego barwy reprezentował do 2012 roku.

## Życiorys

### Kariera klubowa
W sierpniu 2012 roku podpisał kontrakt z Polonią Warszawa. W polskiej T-Mobile Ekstraklasie zadebiutował 31 sierpnia tego roku w meczu z Wisłą Kraków, wygranym przez Polonię 3:1. Trzy miesiące później rozwiązał umowę z klubem za porozumieniem stron. 25 stycznia 2013 przeszedł do Numancii. Następnie występował w klubach: Elche CF i UD Almería.
16 stycznia 2018 podpisał kontrakt z norweskim klubem FK Bodø/Glimt, umowa do 31 grudnia 2019.

## Statystyki kariery

### Klubowe
| Sezon         | Klub             | Liga               | Mecze | Gole |
| ------------- | ---------------- | ------------------ | ----- | ---- |
| 2004/2005     | Real Betis       | Primera División   | 0     | 0    |
| 2005/2006     | Real Betis       | Primera División   | 0     | 0    |
| 2005/2006     | Real Betis B     | Tercera División   | 23    | 0    |
| 2006/2007     | Real Betis B     | Tercera División   | 26    | 1    |
| 2006/2007     | Real Betis       | Primera División   | 8     | 0    |
| 2007/2008     | Real Betis B     | Segunda División B | 27    | 2    |
| 2008/2009     | Real Betis B     | Segunda División B | 33    | 1    |
| 2008/2009     | Real Betis       | Primera División   | 0     | 0    |
| 2009/2010     | Real Betis B     | Segunda División B | 31    | 0    |
| 2010/2011     | Real Betis       | Segunda División   | 31    | 1    |
| 2011/2012     | Real Betis       | Primera División   | 11    | 0    |
| 2012/2013 (j) | Polonia Warszawa | Ekstraklasa        | 4     | 0    |
| 2012/2013 (w) | CD Numancia      | Segunda División   | 8     | 0    |
| 2013/2014     | CD Numancia      | Segunda División   | 17    | 0    |
| 2014/2015     | CD Numancia      | Segunda División   | 35    | 0    |
| 2015/2016     | Elche CF         | Segunda División   | 23    | 0    |
| 2016/2017     | UD Almería       | Segunda División   | 9     | 0    |
|               | Łącznie          |                    | 286   | 5    |

## Sukcesy

### Klubowe
Real Betis
- Awans do Liga BBVA: 2010–11